# Eva-Maria Neher

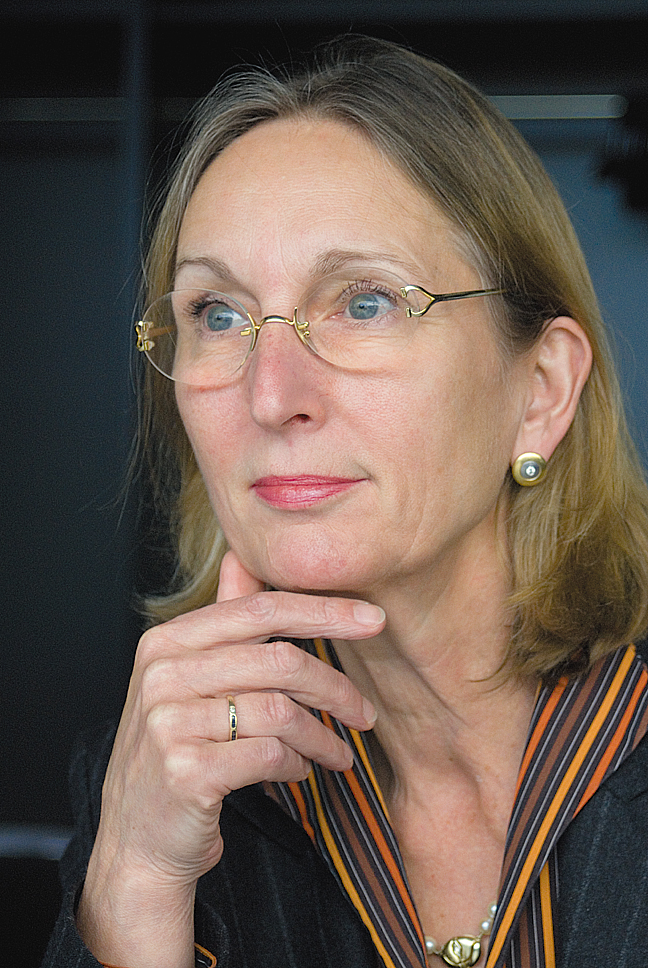
Eva-Maria Neher

Eva-Maria Neher (geb. Ruhr, * 22. November 1950 in Mülheim an der Ruhr) ist eine deutsche Biochemikerin. Sie ist Gründerin des XLAB, des Göttinger Experimentallabors für junge Leute, und war lange Zeit dessen Leiterin.

## Leben
Von 1969 bis 1973 studierte Eva-Maria Neher Biochemie, Organische Chemie und Mikrobiologie an der Georg-August-Universität Göttingen und schloss ihr Studium 1974 mit dem Diplom ab. Im Jahr 1977 wurde sie mit einer Arbeit über die Regulation der Biosynthese von Poly-β-Hydroxybuttersäure in Alcaligenes eutrophus H16 promoviert.
Von 1977 bis 1978 war Eva-Maria Neher als wissenschaftliche Assistentin bei der Gesellschaft für Strahlen- und Umweltschutz in Göttingen sowie am Max-Planck-Institut für biophysikalische Chemie in der Abteilung Molekularer Systemaufbau tätig. Von 1978 bis 1985 war sie als wissenschaftliche Assistentin am Institut für Physiologische Chemie der Universität Göttingen beschäftigt.
Im Anschluss an eine Familienpause begann Eva-Maria Neher 1993 damit, Experimentalkurse in den Fächern Chemie und Biologie an der Freien Waldorfschule Göttingen durchzuführen.
Von 1996 bis 1998 entwickelte Eva-Maria Neher das erste Konzept zur Einrichtung eines Experimentallabors für Schüler.
Von 1998 bis 2000 erstellte sie die wissenschaftlich-didaktische Konzeption der Ausstellung „Faszination Pflanzenzüchtung“ für die KWS Saat SE in Einbeck. Die Ausstellung war ein Teil der Expo 2000. Im Oktober des Jahres 2000 wurde das XLAB – Göttinger Experimentallabor für Junge Leute gegründet, dessen Leiterin und Geschäftsführerin Eva-Maria Neher bis Ende 2018 war. Eva-Maria Neher ist seit 1978 mit dem Nobelpreisträger Erwin Neher verheiratet. Sie ist die Mutter von fünf Kindern, darunter der Biophysiker Richard Neher.

## Auszeichnungen
Für ihr gesellschaftliches Engagement wurde Eva Maria Neher 2002 mit dem Niedersächsischen Verdienstorden ausgezeichnet. Im Jahr 2005 erhielt sie den Kommunikationspreis der Gesellschaft für Biochemie und Molekularbiologie, und 2007 wurde sie mit dem Niedersächsischen Staatspreis ausgezeichnet. In Anerkennung ihrer wissenschaftlichen Laufbahn und ihrer Verdienste um die naturwissenschaftliche Bildung verlieh ihr die Fakultät für Chemie der Universität Göttingen im Oktober 2009 eine Honorarprofessur. 2013 wurde sie mit dem Verdienstkreuz 1. Klasse der Bundesrepublik Deutschland ausgezeichnet. 2018 wurde sie mit der Niedersächsischen Landesmedaille ausgezeichnet. 2019 wurde sie mit dem Initiativpreis der Susanne und Gerd Litfin Stiftung ausgezeichnet. 2023 wurde sie mit der Universitäts-Medaille Aureus Gottingensis der Universität Göttingen ausgezeichnet. Im September 2024 wurde  Neher mit der Alexander-von-Humboldt-Medaille der Gesellschaft Deutscher Naturforscher und Ärzte (GDNÄ) für ihre  naturwissenschaftliche Bildungsarbeit und ihr  Engagement als Präsidentin und Vorstandsmitglied der GDNÄ ausgezeichnet.

## Ämter
Seit 2014 hat Eva-Maria Neher den Vorsitz des Hochschulrats der Europa-Universität Flensburg, von Januar 2015 bis Dezember 2016 war sie Präsidentin der Gesellschaft Deutscher Naturforscher und Ärzte (GDNÄ). Sie ist seit 2011 Vertrauensdozentin der Studienstiftung des deutschen Volkes, seit 2014 Präsidentin im Vorstand des Network of Youth Excellence e.V. (NYEX), seit 2008 1. Vorsitzende im Vorstand der XLAB Stiftung, sowie Mitglied des Hochschulrates der HAWK – Hochschule für Angewandte Wissenschaften und Kunst Hildesheim, Holzminden, Göttingen und Mitglied des Kuratoriums des Laser-Laboratoriums Göttingen.

## Schriften
- Eva-Maria Ruhr: Regulation der Biosynthese von Poly-β-hydroxybuttersäure in Alcaligenes eutrophus H16. Göttingen, Univ., Math.-Naturwiss. Fak., Diss., 1977.
- Thomas Oppermann, Eva-Maria Neher, Jürgen Mlynek, Walther Zimmerli, Peter Hartz, Erhard Mielenhausen: Vom Staatsbetrieb zur Stiftung. Wallstein Verlag, 2002, ISBN 3-89244-656-3.
- (Hrsg.): Aus den Elfenbeintürmen der Wissenschaft: 1. XLAB Science Festival. Wallstein Verlag, 2005, ISBN 3-89244-989-9.
- (Hrsg.): Aus den Elfenbeintürmen der Wissenschaft: 2. Xlab Science Festival. Wallstein Verlag, 2006, ISBN 3-8353-0055-5.
- (Hrsg.): Aus den Elfenbeintürmen der Wissenschaft: 3. XLAB Science Festival. Wallstein Verlag, 2007, ISBN 978-3-8353-0170-2.
- (Hrsg.): Aus den Elfenbeintürmen der Wissenschaft: 4. XLAB Science Festival. Wallstein Verlag, 2007/2009, ISBN 978-3-8353-0767-4.
- (Hrsg.): Aus den Elfenbeintürmen der Wissenschaft: 5. XLAB Science Festival. Wallstein Verlag, 2011, ISBN 978-3-8353-1027-8.
- (Hrsg.): Aus den Elfenbeintürmen der Wissenschaft: 6. XLAB Science Festival. Wallstein Verlag, 2013, ISBN 978-3-8353-1309-5.
- Naturwissenschaftliche Bildung in Deutschland vor dem Hintergrund der demographischen Veränderungen. Naturwissenschaftliche Rundschau, Bd. 62, S. 135.